# 漫画実話ナックルズ
『漫画実話ナックルズ』（まんがじつわナックルズ）は、ミリオン出版の発行する実話誌系月刊漫画雑誌。

## 姉妹誌

### 刊行中
『ザ・タブー』
タブーをテーマに短編漫画で構成されている。

### 廃刊・休刊
『漫画ナックルズGOLD』
『漫画ナックルズ撃』へのリニューアルのため休刊。月刊。
『漫画ナックルズ撃』
記事内容は本誌と同傾向だが、短編漫画で構成されている。隔月刊。
『漫画ミブルイ』
記事内容は『怖い噂』と同傾向だが、短編漫画で構成されている。

## 増刊・別冊

### シリーズ
漫画実話ナックルズ増刊
『漫画ナックルズ』の再録漫画で構成。年2回刊。
ナックルズコミック
再録漫画を中心にワンテーマで構成。不定期刊。
『日本全国都市伝説』『実録裏稼業』『実録怪奇伝説』『実録日本のタブー』『実録 あの凶悪事件の真相』『実録裏仕事ファイル』『ニッポン突撃潜入血風録』『警察の正体』『実録日本のタブー Vol.02』『完全実録 日本黒社会』『実録凶悪事件の裏』
ナックルズGOLDコミックス
再録漫画を中心にワンテーマで構成。
『実録裏仕事師列伝』『極悪不良伝説』『もうひとつの仁義なき戦い』『実録 ヤバい職業』『日本絶対タブー領域』『暗黒タブーの真相』

### 単発
漫画実話ナックルズTHE WORST
HIPHOP記事を中心に構成。2008年7月刊。